# 亨利·介朗
亨利·介朗（法語：Henri Guérin，1905年5月20日—1967年10月11日），生于巴黎，法国男子击剑运动员。他曾获得1948年夏季奥运会击剑比赛男子重剑团体金牌，他也参加了个人小项，结果获得第四名。